# Guerra de Bután

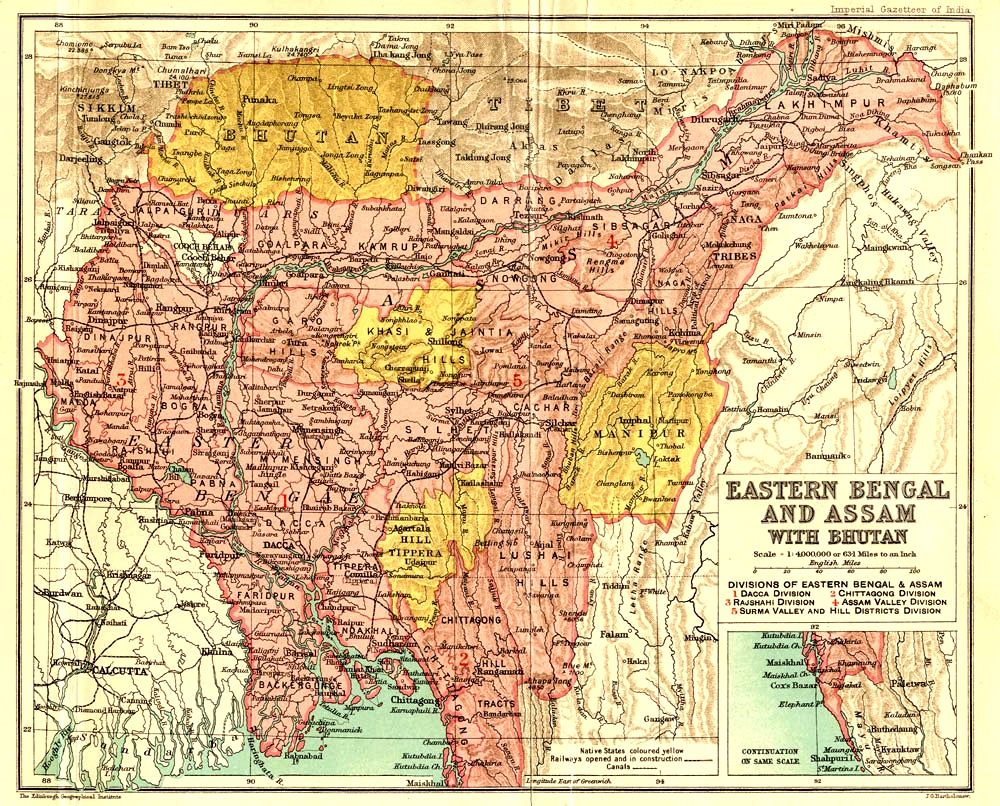
Mapa de Bután y la India Británica a principios del siglo.

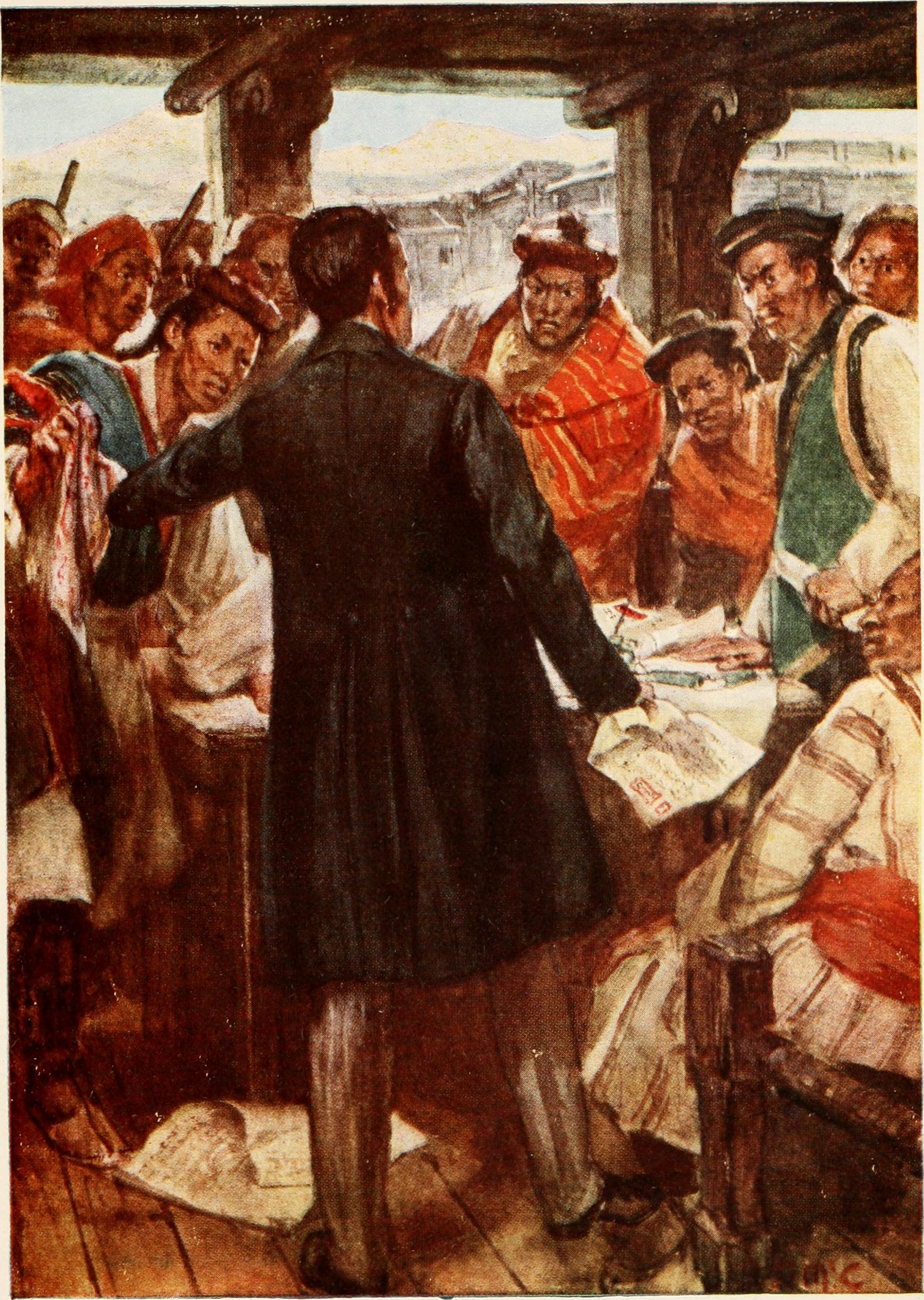
Ashley Eden forzado por el pueblo butanés a firmar un Tratado.

La guerra de Bután, guerra de Duars o guerra de Duār, (1864-1865) fue un conflicto bélico entre la India Británica, quien quería anexar de Bután la zona conocida como Duars (o Duār). La guerra finalizó con la anexión de Duars a los estados de Assam y Bengala Occidental en la India, a donde pertenecen actualmente.

## Historia
La guerra de Bután se inició con un intento de las Indias Británicas para anexar de Bután el territorio conocido como Duars para detener lo que ellos llamaban las incursiones a India desde Bután.
Bután, que está ubicado en el extremo oriental de la cordillera del Himalaya, era en ese momento uno de los países más aislados.
Como consecuencia de la guerra, Bután se vio obligado a ceder Duars a la India británica. Duars constituye ahora una parte de los estados de Assam y Bengala Occidental en la India.
Tras la finalización de la guerra, se firmó el Tratado de Sinchula entre la India británica y Bután. Como parte de las reparaciones de guerra, desde Duars fue cedido al Reino Unido una renta de 50 000 rs. El tratado puso fin a todas las hostilidades entre la India británica y Bután.
El tratado de Sinchula se ratificó el 11 de noviembre de 1865 y constaba de cuatro artículos. El primer artículo estipula la paz perpetua y la amistad entre el gobierno británico y el gobierno de Bután. El segundo artículo establece, entre otras cosas, la cesión por parte del gobierno de Bután al gobierno británico, de las vías conocidas com los dieciocho Doars. El tercer artículo reclama la entrega de Bután de todos los prisioneros británicos. El artículo cuarto estipula la entrega de una suma de dinero al gobierno de Bután de forma anual, por parte del gobierno británico.
Entre los años 1870 y 1880 fueron estipulados por los efectos de la guerra civil los poderes centrales de los valles de Paro y Trongsa.